# Tymbark (gmina)

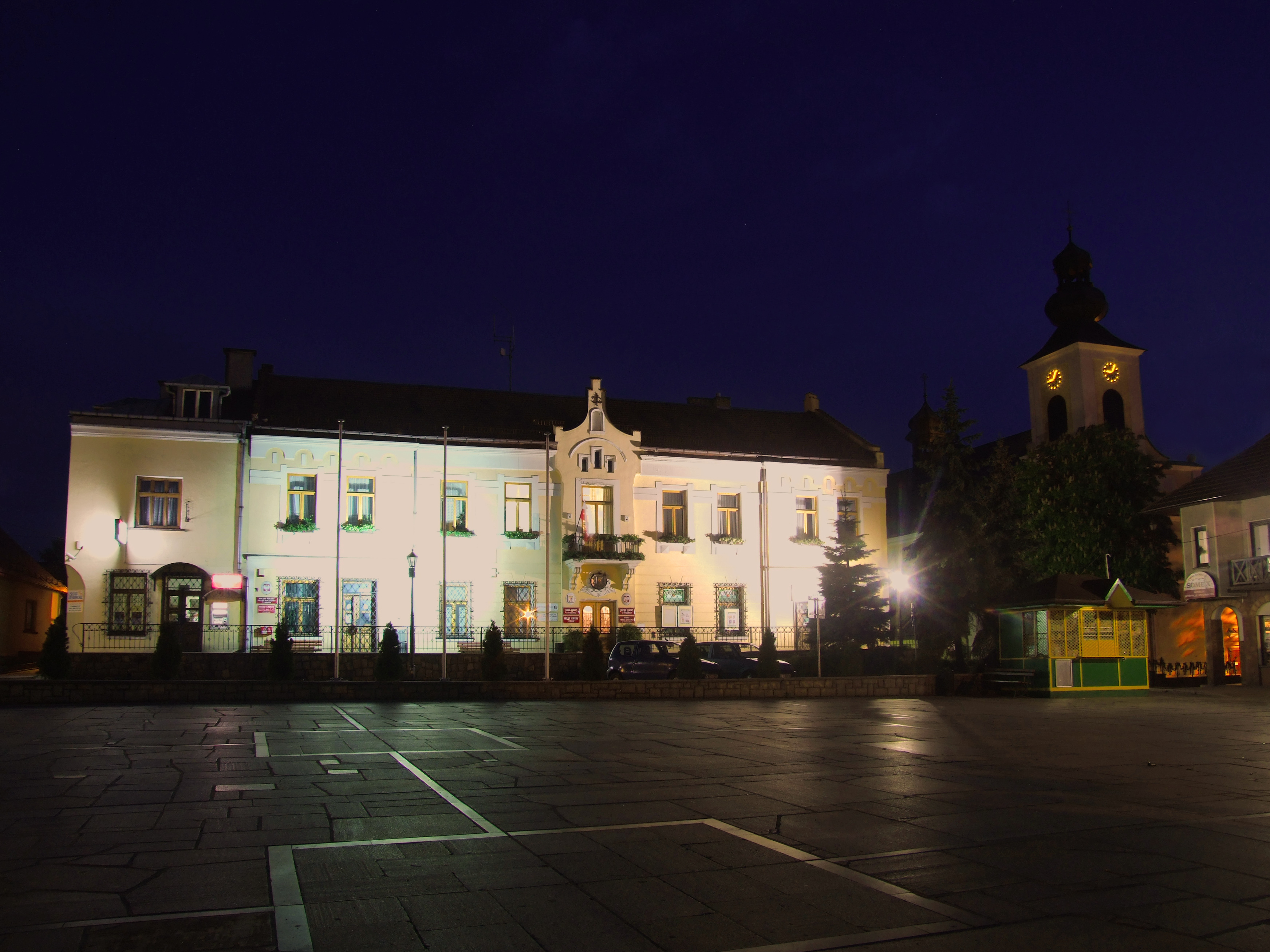
Rynek w Tymbarku nocą

Tymbark – gmina wiejska w województwie małopolskim, w powiecie limanowskim. W latach 1975–1998 gmina położona była w województwie nowosądeckim.
Siedziba gminy to wieś Tymbark.
Według danych z 30 czerwca 2004 gminę zamieszkiwały 6192 osoby.

## Struktura powierzchni
Według danych z roku 2002 gmina Tymbark ma obszar 32,7 km², w tym:
| użytki rolne         | 1788,12 ha | 55% |
| lasy i zadrzewienia  | 1124,09 ha | 34% |
| wody                 | 69,87 ha   | 2%  |
| tereny komunikacyjne | 114,15 ha  | 3%  |
| tereny osiedlowe     | 167,29 ha  | 5%  |
| nieużytki            | 4,6 ha     | 1%  |

Gmina stanowi 3,44% powierzchni powiatu.

## Demografia

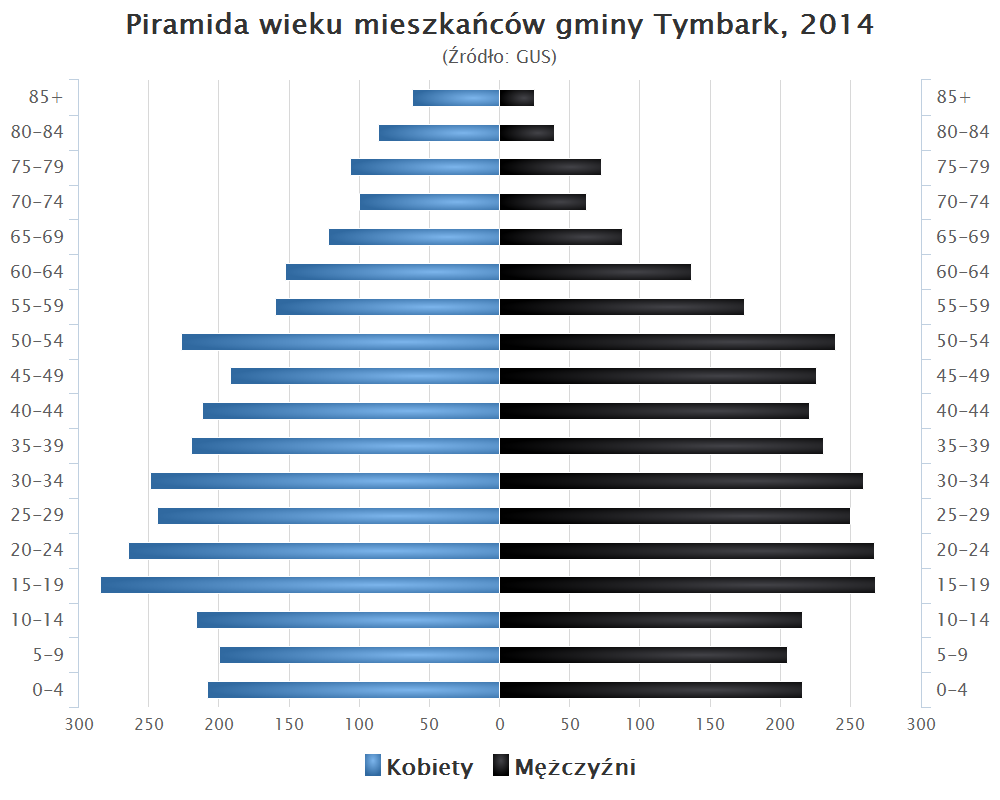
Piramida wieku mieszkańców gminy Tymbark w 2014 roku

Dane z 30 czerwca 2004:
| Opis                              | Ogółem | Ogółem | Kobiety | Kobiety | Mężczyźni | Mężczyźni |
| --------------------------------- | ------ | ------ | ------- | ------- | --------- | --------- |
| jednostka                         | osób   | %      | osób    | %       | osób      | %         |
| populacja                         | 6192   | 100    | 3123    | 50,4    | 3069      | 49,6      |
| gęstość zaludnienia (mieszk./km²) | 189,4  | 189,4  | 95,5    | 95,5    | 93,9      | 93,9      |

## Sołectwa gminy Tymbark
- Piekiełko 3,55 km²
- Podłopień 12,13 km²
- Tymbark (siedziba gminy) 8,77 km²
- Zamieście 4,77 km²
- Zawadka 3,40 km²

## Położenie
Cały obszar gminy znajduje się w zlewisku potoków Łososinki i Słopniczanki, należących – poprzez rzekę Łososinę – do lewostronnego systemu rzecznego Dunajca, prawego dopływu Wisły. Łososina jest obecnie bardzo zanieczyszczona (wody jej nie mieszczą się w żadnej z klas czystości), choć nazwę swą bierze od pływających w niej niegdyś łososi, których tarliska znajdowały się w potokach źródliskowych na północnych zboczach gór Jasień i Mogielica.
Gmina mieści się w terenie górzystym, o nachyleniu zboczy do kilkunastu stopni, a jej gleby (w większości brunatne i mady) zaliczane są do IV i V klasy jakości, są trudne do uprawy i nie są zbyt urodzajne.

## Oświata
W gminie Tymbark funkcjonują:
- trzy przedszkola: 
  - Integracyjne Samorządowe, Parafialne (im. św. Kingi) oraz Niepubliczne "U cioci Agatki"
- cztery szkoły podstawowe:
  - w Tymbarku (im. Józefa Marka), w Piekiełku, w Podłopieniu (im. Adama Mickiewicza) i w Zawadce(im. Tadeusza Kościuszki)
- szkoła ponadpodstawowa: 
  - Zespół Szkół im. Komisji Edukacji Narodowej.

## Turystyka
Otoczona przez lasy i góry Gmina Tymbark położona jest w sercu Beskidu Wyspowego. Są to malownicze tereny górzyste o stosunkowo silnym nachyleniu zboczy, wprost idealne dla uprawiania pieszej turystyki.
Na terenie gminy znajduje się kilka interesujących dla turysty obiektów, jak np.:
- małomiasteczkowa zabudowa centrum Tymbarku[5];
- kościół parafialny z 1824 z obrazem Ferdynanda Olesińskiego w ołtarzu głównym, z kamienną chrzcielnicą z 1541 i dwoma starymi dzwonami: Urban (1536) i Katarzyna(1340)[5][6]. Obok kościoła znajduje się XIX-wieczna plebania, na której zobaczyć można niewielką ekspozycję świątków[7];

- Kapliczka na Górach z XIX wieku, z półokrągłą absydą, ufundowana w 1826 przez Sebastiana Kapitana[5][8];

- Kaplica Myszkowskich - ostatni grobowiec pozostały z cmentarza, który dawniej otaczał kościół[5][8];

- Cmentarz wojskowy z okresu I wojny światowej[5];

- cmentarz parafialny, założony w XIX wieku, z ciekawymi nagrobkami i rzeźbami[5]. Na cmentarzu tym znajduje się m.in. grób Józefa Marka[7];
- pozostałości zespołu dworsko-parkowego[5];

- Nieczynny młyn w Podłopieniu z lat 30. XIX wieku[5];
- Przydrożne kapliczki, w tym kilka z XIX wieku[7].

## Sąsiednie gminy
Dobra, Jodłownik, Limanowa, Limanowa (gmina miejska), Słopnice

## Miasta partnerskie
- Whaley Bridge  Anglia
- Brachstedt  Niemcy
- Murça  Portugalia
- Quievrain  Bułgaria
- Bizovac  Chorwacja
- Pakoštane  Chorwacja
- Spiskie Włochy (Spišské Vlachy)  Słowacja
- Wierzbów (Vrbov)  Słowacja
- Nepcaly  Słowacja
- Verbivka  Ukraina
- gmina Gizałki  Polska